# Epidendrum philocremnum
Epidendrum philocremnum là một loài lan thuộc họ Epidendrum.